# Florian Niederlechner
Florian Niederlechner (Ebersberg, 24 de outubro de 1990) é um futebolista alemão que atua como centroavante. Atualmente, defende o Hertha Berlim.

## Carreira
Florian Niederlechner começou a carreira no FC Falke Markt Schwaben.